# 皆方由衣
皆方 由衣（みなかた ゆい、1991年7月27日 - ）は、株式会社RATNA所属の日本のファッションモデル。東京都出身。
2011年から『KERA』や『Gothic&LolitaBible』などの雑誌でモデル活動を開始する。ロリータブランド「Innocent Word」のモデルも務め、「Baby, The Stars Shine Bright」のイベントやムック本にもメインで出演する。
2013年から原宿系雑誌『Used Mix』『LARME』『CUTiE』など多数の雑誌レギュラーモデルを始める。原宿を代表するファッションイベント「HARAJUKU KAWAII」やアメリカ（ヒューストン）の「ANIME MATSURI」などへもゲスト出演し、その後、上海など多数海外イベントでゲストとして招かれ活躍する。
2015年までに「バンタンデザイン研究所」「VenusEyes」「Chiyoda」など多数の広告モデルとして出演している。

## 出演

### 雑誌
- Gothic&LolitaBible
- KERA
- Baby, The Stars Shine Bright
- mer
- Reama
- Used Mix
- 日本ツインテール百景
- LARME
- CUTiE

### TV
- 美少女時計（2010年、スカパー!エンタ!371）
- サキよみジャンBANG!テレビ東京
- キャサリン三世フジテレビ

### 広告
- Venus Eyes カラーコンタクト イメージモデル
- Innocent World
- 丸井×寺田倉庫
- Chiyoda
- DRESS BULLET
- Artist Liner
- バンタンデザイン研究所
- COORDI SNAP
- SWEET STAR